# Petrocephalus microphthalmus
Petrocephalus microphthalmus är en fiskart som beskrevs av Pellegrin, 1908. Petrocephalus microphthalmus ingår i släktet Petrocephalus och familjen Mormyridae. IUCN kategoriserar arten globalt som livskraftig. Inga underarter finns listade i Catalogue of Life.